# Tamin pseudodrassus
Tamin pseudodrassus là một loài nhện trong họ Miturgidae.
Loài này thuộc chi Tamin. Tamin pseudodrassus được Christa L. Deeleman-Reinhold miêu tả năm 2001.